# Mycena maculata

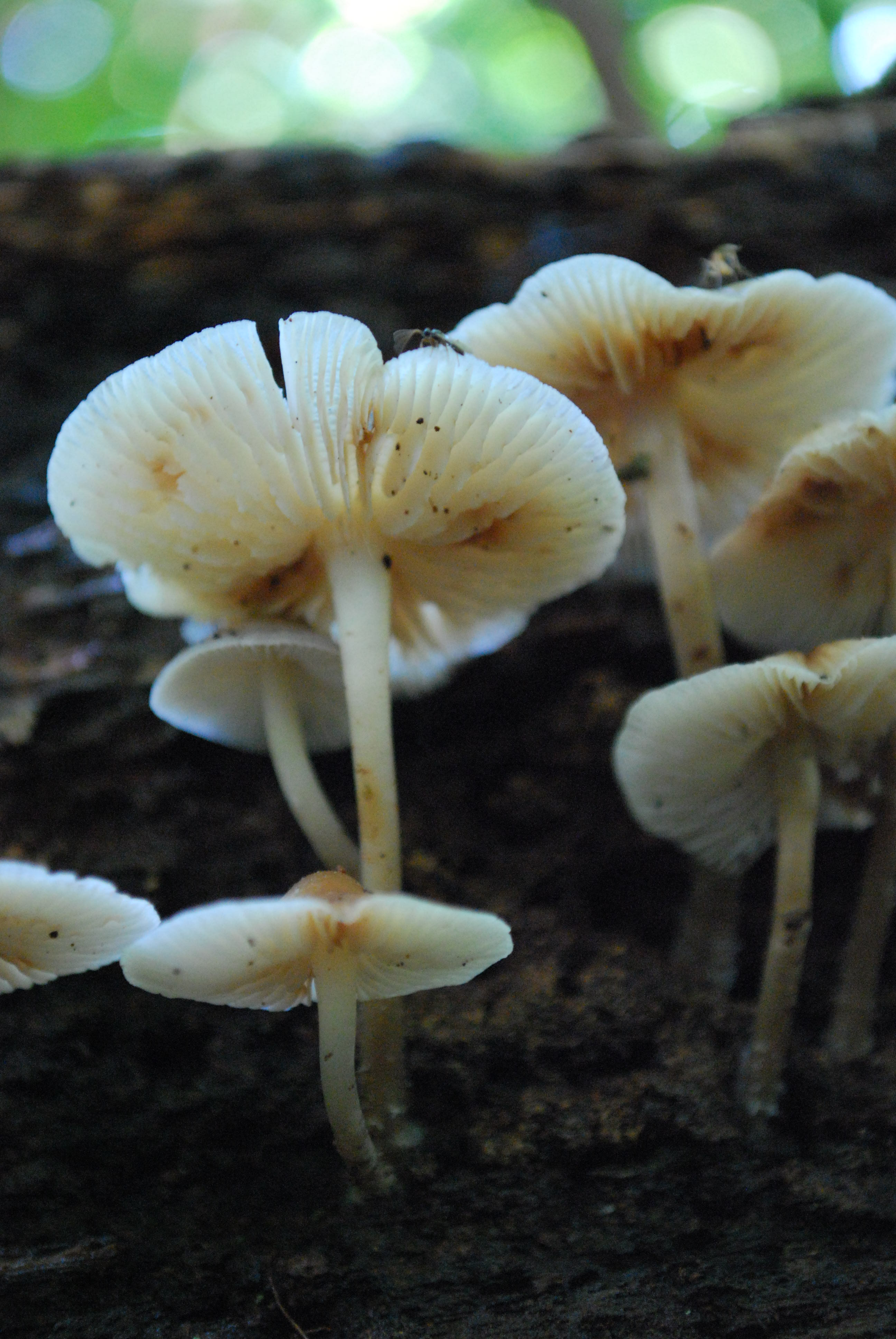
Mycena maculata, branquias de color claro con manchas marrón rojizo

Mycena maculata es una especie de hongo basidiomicetos de la familia Mycenaceae. 

## Descripción
La forma del sombrero (píleo) es acampanada en un principio y con la madurez se aplana, el color cuando son nuevos es de color amarronado, luego se van aclarando y toman un color grisáceo, las branquias son claras en un principio y luego con la madurez adquieren manchas de un color marrón rojizo, pueden llegar a medir hasta 4 centímetros de diámetro.
Crecen en Europa (Alemania y Noruega) y América del Norte (Canadá, Estados Unidos y México) entre los restos de las coníferas y árboles de hojas caducas.